# Pride & Glory (album)
Pride & Glory è l'unico album del gruppo musicale omonimo, pubblicato dall'etichetta discografica Geffen Records nel 1994.

## Track list
1. Losin' Your Mind – 5:28
2. Horse Called War – 5:00
3. Shine On – 6:44
4. Lovin' Woman – 3:46
5. Harvester of Pain – 5:06
6. The Chosen One – 6:49
7. Sweet Jesus – 3:48
8. Troubled Wine – 5:39
9. Machine Gun Man – 4:56
10. Cry Me a River – 4:37
11. Toe'n the Line – 5:19
12. Found a Friend – 6:03
13. Fadin' Away – 4:56
14. The Wizard (Black Sabbath cover, bonus track) – 4:44
15. Hate Your Guts (bonus track) – 4:36

## Formazione
- Zakk Wylde - voce, cori, chitarra, piano e banjo, armonica
- James LoMenzo – basso
- Brian Tichy – batteria, percussioni

Altri musicisti
- Paul Buckmaster – arrangiamenti "The Chosen One", "Sweet Jesus", and "Fadin' Away"
- Seattle Symphony diretta da Paul Buckmaster

### Produzione
- prodotto da Rick Parashar
- audio engineering e audio mixing Rick Parashar e Jon Plum
- "Losin' Your Mind" e "Toe'n the Line" mixate da Kelly Gray, Rick Parashar e Jon Plum
- "Cry Me a River" prodotta da Pride & Glory e Greg Goldman,  mixata da Greg Goldman e John Aguto
- audio mastering George Marino